# مروان (مغن راب)
محمد مروان ومعروف أكثر باسم مروان (بالأحرف اللاتينية Marwan) هو مؤدي راب دنماركي فلسطيني مولود عام 1980 وكان يعرف سابقا كـ SLP (أي Statsløs Palæstinenser أي فلسطيني من دون دولة).
بدأ مروان حياته الفنية مع مجموعة Pimp-A-Lot بقيادة أبو مالك بين أعوام 2000 و2003. وأطلق ألبومين منفردين ومعروف بتعاونه مع مؤدي راب آخرين.

## الألبومات
- 2007: .P.E.R.K.E.R [1]
- 2011: Mennesker
- 2014: Marwan

## وصلات خارجية
- مروان على موقع ميوزك برينز (الإنجليزية)
- مروان على موقع أول ميوزيك (الإنجليزية)
- مروان على موقع ديسكوغز (الإنجليزية)

- الموقع الرسمي